# یوهو ماتسالو
یوهو ماتسالو (استونیایی: Juho Matsalu; ۲۲ اوت ۱۹۱۱ – ۱ اوت ۱۹۸۷) بازیکن فوتبال اهل استونی بود.
وی همچنین در تیم ملی فوتبال استونی بازی کرده‌است.